# Zephyranthes simpsonii
Zephyranthes simpsonii är en amaryllisväxtart som beskrevs av Alvin Wentworth Chapman. Zephyranthes simpsonii ingår i släktet Zephyranthes och familjen amaryllisväxter. Inga underarter finns listade i Catalogue of Life.